# Jean-François Curée
Pour les articles homonymes, voir Curée (homonymie).
Jean-François Curée, comte de la Bédissière, né à Pézenas  (province de Languedoc) le 21 décembre 1756, mort à Pézenas le 11 avril 1835, est un homme politique français des XVIIIe et XIXe siècles.

## Biographie

### Mandat à la Législative
La France devient une monarchie constitutionnelle en application de la constitution du 3 septembre 1791. Le même mois, Jean-François Curée, alors propriétaire viticole à Saint-André-de-Sangonis, et membre du directoire de l'Hérault, est élu député du département, le cinquième sur neuf, à l'Assemblée nationale législative. 
Il siège sur les bancs de la gauche de l'Assemblée. En février 1792, il vote en faveur de la mise en accusation de Bertrand de Molleville, le ministre de la Marine. En avril, il vote pour que les soldats du régiment de Châteauvieux qui s'étaient mutinés lors de l'affaire de Nancy soient admis aux honneurs de la séance. En août, il vote en faveur de la mise en accusation du marquis de La Fayette. 
La monarchie prend fin à l'issue de la journée du 10 août 1792 : les bataillons de fédérés bretons et marseillais et les insurgés des faubourgs de Paris prennent le palais des Tuileries. Louis XVI est suspendu et incarcéré, avec sa famille, à la tour du Temple. 

### Mandat à la Convention
En septembre 1792, Jean-François Curée est réélu député de l'Hérault, le troisième sur neuf, à la Convention nationale. 
Il siège sur les bancs de la Plaine. Lors du procès de Louis XVI, il vote « la réclusion, et la déportation à la paix », rejette l'appel au peuple mais vote en faveur du sursis à l'exécution de la peine. En avril 1793, il vote en faveur de la mise en accusation de Jean-Paul Marat. En mai, il vote contre le rétablissement de la Commission des Douze.

### Mandat aux Cinq-Cents

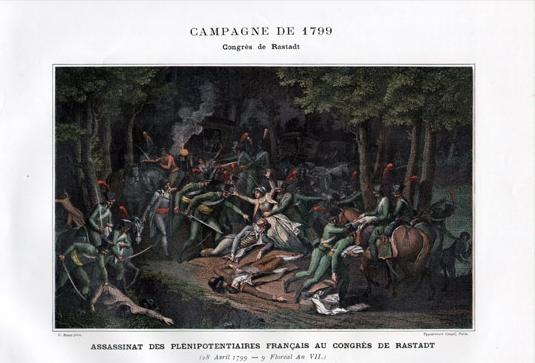
Assassinat des Plénipotentiaires Français à Rastadt (28 avril 1799). Typogravure originale de Boussod et Valadon d'après C. Monet, 1893.

Sous le Directoire, lors des élections législatives de l'an VI (1797), Jean-François Curée est élu député de l'Hérault au Conseil des Cinq-Cents.  

Au terme de l'attentat de Rastadt, les ministres plénipotentiaires Antoine Bonnier d'Alco et Claude Roberjot sont assassinés et Jean Debry est blessé par les troupes autrichiennes. Sur motion de Curée, le nom des victimes est maintenu lors des appels nominaux et l'on répond à l'énoncé de leur nom :  
« Que le sang des plénipotentiaires français retombe sur la maison d'Autriche ! »
 Il proteste contre la déclaration de la patrie en danger, et, favorable au coup d'État du 18 brumaire, est nommé, le 4 nivôse an VIII, membre du Tribunat.

Il appuie l'organisation des tribunaux spéciaux, est nommé membre de la Légion d'honneur le 4 frimaire an XII, et, sollicité par le Premier consul en raison de la formule qu'il prononce au Tribunat le lendemain de l'exécution du duc d'Enghien "Je suis enchanté, Bonaparte s'est fait de la Convention !", demande le 4 floréal, à faire une motion d'ordre, et propose que le gouvernement de la République soit confié à un empereur héréditaire en la personne de Napoléon Bonaparte. 
« Hâtons-nous, mes chers collègues, dit-il, de demander l'hérédité de la suprême magistrature ; car, en votant l'hérédité d'un chef, comme disait Pline à Trajan, nous empêcherons le retour d'un maître. Le siècle de Bonaparte est à sa quatrième année et la nation veut un chef aussi illustre que sa destinée. »
 La motion est votée, et son auteur promu (25 prairial suivant) commandant de la Légion d'honneur.
L'Empereur le fait entrer au Sénat conservateur, le 14 août 1807, après la suppression du Tribunat, et le crée, le 15 juin 1808, comte de La Bédissière. La chute de l'Empire (1814) le rend à la vie privée.
Curée a la réputation d'un helléniste distingué.

## Titres
- Comte de La Bédissière et de l'Empire (lettres patentes du 15 juin 1808, Bayonne[10]) ;

## Distinctions
- Légion d'honneur[11] : 
  - Légionnaire (4 frimaire an XII : 26 novembre 1803), puis,
  - Commandant de la Légion d'honneur (25 prairial an XII : 14 juin 1804).

## Armoiries
| Figure | Blasonnement |
|        | Armes du comte de La Bédissière de l'Empire D'argent, parti de sinople ; l'argent chargé d'un volume ou rouleau de sable posé horizontalement, ce rouleau se développe et on y voit écrit en lettres d'or : à « Jove Principium » ; le sinople chargé d'un chêne d'or ; franc-quartier des comtes-sénateurs. - Livrées : bleu, blanc, gris américain, et verd dans les bordures seulement. |

## Sources
: document utilisé comme source pour la rédaction de cet article.
- « Curée (Jean-François), comte de La Bédissière », dans Adolphe Robert et Gaston Cougny, Dictionnaire des parlementaires français, Edgar Bourloton, 1889-1891 [détail de l’édition] [texte sur Sycomore] ;
- Jean Sagnes, Les députés de l'Hérault aux assemblées révolutionnaires, Lacour, 1996.

Cet article comprend des extraits du Dictionnaire Bouillet. Il est possible de supprimer cette indication, si le texte reflète le savoir actuel sur ce thème, si les sources sont citées, s'il satisfait aux exigences linguistiques actuelles et s'il ne contient pas de propos qui vont à l'encontre des règles de neutralité de Wikipédia. ;